# Кленовий (Сорочинський міський округ)
Клено́вий (рос. Кленовый) — селище у складі Сорочинського міського округу Оренбурзької області, Росія.

## Населення
Населення — 68 осіб (2010; 86 у 2002).
Національний склад (станом на 2002 рік):
- росіяни — 91 %